# Mihai Butean
Mihai Ionuț Butean (sinh ngày 14 tháng 9 năm 1996) là một cầu thủ bóng đá người România thi đấu cho Astra Giurgiu ở vị trí hậu vệ.